# EHC Winterthur
EHC Winterthur (celým názvem: Eishockeyclub Winterthur) je švýcarský klub ledního hokeje, který sídlí ve městě Winterthur v kantonu Curych. Založen byl v roce 1929. Svůj poslední název nese od roku 1980. Největším úspěchem klubu je účast ve Swiss League v letech 2015–2018. Od sezóny 2017/18 působí v Swiss League, druhé švýcarské nejvyšší soutěži ledního hokeje. Klubové barvy jsou červená a bílá.
Své domácí zápasy odehrává v Eishalle Deutweg s kapacitou 3 000 diváků.

## Historické názvy
Zdroj:
- 1929 – EHC Winterthur (Eishockeyclub Winterthur)
- 1963 – fúze s EHC Veltheim ⇒ Rot-Weiss Winterthur
- 1980 – EHC Winterthur (Eishockeyclub Winterthur)

## Přehled ligové účasti
Zdroj:
- 1959–1960: 1. Liga (3. ligová úroveň ve Švýcarsku)
- 1960–1963: National League B Ost (2. ligová úroveň ve Švýcarsku)
- 1966–1969: 1. Liga (3. ligová úroveň ve Švýcarsku)
- 1969–1970: National League B Ost (2. ligová úroveň ve Švýcarsku)
- 1978–1979: 1. Liga (3. ligová úroveň ve Švýcarsku)
- 1986–1995: 1. Liga (3. ligová úroveň ve Švýcarsku)
- 1996–2015: 1. Liga (3. ligová úroveň ve Švýcarsku)
- 2015–2017: National League B (2. ligová úroveň ve Švýcarsku)
- 2017– : Swiss League (2. ligová úroveň ve Švýcarsku)